# Alun Dua (Muaradua Kisam)
Alun Dua is een bestuurslaag in het regentschap Ogan Komering Ulu Selatan van de provincie Zuid-Sumatra, Indonesië. Alun Dua telt 347 inwoners (volkstelling 2010).